# Chloroclysta clara
Chloroclysta clara är en fjärilsart som beskrevs av Thierry-mieg 1915. Chloroclysta clara ingår i släktet Chloroclysta och familjen mätare. Inga underarter finns listade i Catalogue of Life.